# Lycodon striatus
Lycodon striatus, también conocida como serpiente lobo del norte, es una especie de serpiente del género Lycodon, de la familia de los colúbridos.

## Hallazgo y distribución
La serpiente fue descrita por primera vez por el zoólogo británico George Shaw en el año 1802 y habita en Sri Lanka, noroeste de la India (Maharashtra), Pakistán, Rusia, sur de Turkmenistán (Kopet Dag), oeste de Tayikistán, Uzbekistán, este y noreste de Irán, Afganistán y Pakistán.

## Hábitat y características
Es una especie de hábitos nocturnos y se alimenta de lagartos y ranas.
- Longitud: 30 - 45 cm.
- Color: Marrón, amarilla.